# Florian Sirieix
Pour les articles homonymes, voir Sirieix.
 (décembre 2020).
Florian Sirieix, né le 29 novembre 1984 à Montpellier, est un Auteur de jeux de société français.

## Biographie
Après des études d'informatique,,, il se lance dans la création de jeux de sociétés en 2012 sur son temps libre. Il publie son premier jeu Deal, Gentlemen Collectionneurs en 2014 avec Étienne Daniault aux éditions La Donzelle.

## Ludographie

### Jeux de société

#### En solo
- 2017 : Oh Capitaine !, premier épisode des Légendes de Luma, édité par Ludonaute.
- 2019 : Montmartre, édité par Blam.
- 2019 : Zoo Run, édité par Loki.
- 2019 : Save The Meeples, édité par Blue cocker.
- 2020 : What's Missing ? (version jaune), édité par Ludonaute.
- 2021 : What's Missing ? (version violette), édité par Ludonaute.
- 2021 : Pékin express, édité par Lansay.
- 2023 : Time Collectors, illustré par Martin Maigret, édité par Lubee.
- 2023 : After Us, illustré par Vincent Dutrait, édité par Catch Up Games.
- 2023 : Treetopia, édité par Funnyfox.

#### Avec Étienne Daniault
- 2014 : Deal, Gentlemen Collectionneurs, édité par Édition La Donzelle.

#### AvecBruno Cathala
- 2018 : Imaginarium, illustré par Felideus Bubastis, édité par Bombyx.
  - 2021 : Imaginarium - Chimera (extension)
- 2021 : Mandragora, illustré par Piérô La Lune, édité par Studio H.
- 2021 : Nicodemus, illustré par Felideus Bubastis, édité par Bombyx.

#### Avec Johan Benvenuto
- 2019 : L'île de Pan, édité par Lumberjacks Studio.
- 2020 : Cowboy Bebop: Space Serenade, édité par Don't Panic Games.

#### Avec Benoit Turpin
- 2021 : Number Drop, édité par Débâcle Jeux.
- 2022 : Le Jeu Du Doigt!, illustré par Mohamed Chahin, édité par Lumberjacks Studio.
- 2022 : La Planche Des Pirates : Défense De Tomber, illustré par Camille Chaussy, édité par The Flying Games.
- 2023 : The A.R.T. Project, illustré par Vincent Dutrait, édité par Lumberjacks Studio.
- 2023 : Onix, édité par Blue Cocker Games.

### Publication
- Florian Sirieix et Frédéric Vuagnat, Escape Quest 6 : L'Académie des Super Héros, Ynnis Editions (ISBN 978-2376970941)

## Nominations et récompenses

### Spiel des Jahres
- Sélectionné catégorie enfant 2020 : Zoo Run, 2019, édité par Loki[5],[6].

### Double 6
- Nommé Double Six 2018 : Oh Capitaine !, 2017, édité par Ludonaute.

### As d'or Jeu de l'année
- Finaliste de l'As d'Or 2023 : La Planche Des Pirates : Défense De Tomber, 2022, illustré par Camille Chaussy, édité par The Flying Games.